# Saison 2013-2014 de l'Évian Thonon Gaillard Football Club
Chronologie
Saison précédente Saison suivante
Cet article traite de la saison 2013-2014 de l'Évian Thonon Gaillard Football Club.

## Transferts

### Mercato d'été
| Type de transfert | Nom                | Contrat                       | Provenance/Destination                | Date        |
| ----------------- | ------------------ | ----------------------------- | ------------------------------------- | ----------- |
| Départs           | Diogo Campos Gomes | Retour de prêt                | Atlético Clube Goianiense             | /           |
| Départs           | Stephan Andersen   | Fin de contrat                | Betis Séville                         | /           |
| Départs           | Sidney Govou       | Fin de contrat                | Olympique lyonnais B                  | /           |
| Départs           | Guillaume Lacour   | Fin de contrat                | ES Troyes AC                          | /           |
| Départs           | Youssef Adnane     | Fin de contrat                | Tours FC                              | /           |
| Départs           | Hervé Bugnet       | Fin de contrat                | Stade bordelais                       | /           |
| Départs           | Betao              | Fin de contrat                | Ponte Preta                           | /           |
| Départs           | Miloš Ninković     | Fin de contrat                | Étoile rouge Belgrade                 | /           |
| Départs           | Ali M'Madi         | Prêt                          | GFC Ajaccio                           | 4 juillet   |
| Départs           | Iheb Mbarki        | Transfert                     | Espérance sportive de Tunis           | 5 juillet   |
| Départs           | Yannick Sagbo      | Transfert                     | Hull City                             | 26 juillet  |
| Départs           | Saber Khalifa      | Transfert                     | Olympique de Marseille                | 29 juillet  |
| Départs           | Mohammed Rabiu     | Transfert                     | FC Kouban Krasnodar                   |             |
| Départs           | Adrien Thomasson   | Prêt                          | Vannes OC                             |             |
| Arrivées          | Nicolas Benezet    | Transfert                     | Nîmes Olympique                       | 1er juillet |
| Arrivées          | Diaranké Fofana    | Premier contrat professionnel | Évian TG arrivé de l'US Corte en 2012 | 1er juillet |
| Arrivées          | Clarck N'Sikulu    | Premier contrat professionnel | Évian TG arrivé du LOSC en 2012       | 1er juillet |
| Arrivées          | Nadjib Baouia      | Premier contrat professionnel | Évian TG arrivé du Caluire SC en 2011 | 1er juillet |
| Arrivées          | Adrien Thomasson   | Premier contrat professionnel | Évian TG arrivé du FC Annecy en 2011  | 1er juillet |
| Arrivées          | Maxime Blanc       | Premier contrat professionnel | Olympique lyonnais B                  | 2 juillet   |
| Arrivées          | Andres Escobar     | Prêt                          | Dynamo Kiev                           | 17 juillet  |
| Arrivées          | Facundo Bertoglio  | Prêt                          | Dynamo Kiev                           | 22 juillet  |
| Arrivées          | Youssouf Sabaly    | Prêt                          | Paris Saint-Germain FC                | 29 juillet  |
| Arrivées          | Modou Sougou       | Prêt                          | Olympique de Marseille                | 29 août     |
| Arrivées          | Jesper Hansen      | Transfert                     | FC Nordsjælland                       | 12 août     |
| Arrivées          | Dan Nistor         | Transfert                     | CS Pandurii Târgu Jiu                 | 21 août     |
| Arrivées          | Marco Ruben        | Prêt                          | FC Dynamo Kiev                        | 23 août     |
| Arrivées          | Ilan Boccara       | Prêt                          | Ajax Amsterdam                        | 3 septembre |

### Mercato d'hiver
| Type de transfert | Nom              | Contrat     | Provenance/Destination         | Date       |
| ----------------- | ---------------- | ----------- | ------------------------------ | ---------- |
| Départs           | Dan Nistor       | Prêt        | CS Pandurii Târgu Jiu          | 23 janvier |
| Départs           | Brice Dja Djédjé | Transfert   | Olympique de Marseille         | 29 janvier |
| Départs           | Andrés Escobar   | Résiliation | Dynamo Kiev Prêté au FC Dallas | 4 février  |
| Arrivées          | Túlio de Melo    | Transfert   | Lille OSC                      | 27 janvier |
| Arrivées          | Kassim Abdallah  | Transfert   | Olympique de Marseille         | 29 janvier |

## Résultats de la saison

### Matchs de préparation
| Date                | Adversaire                      | Lieu                                                 | Résultat | Buteurs pour ETG                          |
| ------------------- | ------------------------------- | ---------------------------------------------------- | -------- | ----------------------------------------- |
| Samedi 13 juillet   | FC Nantes (Ligue 1)             | Stade d'Albigny, Annecy-le-Vieux (Haute-Savoie)      | 1-0      | Baouia 40e                                |
| Mercredi 17 juillet | Girondins de Bordeaux (Ligue 1) | Stade Fernand David, Publier (Haute-Savoie)          | 0-0      |                                           |
| Samedi 20 juillet   | SC Bastia (Ligue 1)             | Stade Léon Cural, Sallanches (Haute-Savoie)          | 0-2      |                                           |
| Mercredi 24 juillet | Jura Sud Foot (CFA)             | Stade Louis Simon, Gaillard (Haute-Savoie)           | 4-1      | Barbosa 18e Nsikulu 27e 36e Thomasson 56e |
| Samedi 27 juillet   | Mayence 05 (Bundesliga)         | Stade Joseph-Moynat, Thonon-les-Bains (Haute-Savoie) | 0-1      |                                           |
| Samedi 3 août       | AS Cannes (CFA)                 | Stade Jacques Forestier, Aix-les-Bains (Savoie)      | 1-2      | Mongongu 25e (pen.)                       |

### Championnat
| Date                  | Journée | Adversaire             | Lieu | Résultat | Buteurs pour ETG                 | Points | Place |
| --------------------- | ------- | ---------------------- | ---- | -------- | -------------------------------- | ------ | ----- |
| Samedi 10 août        | 1       | FC Sochaux             | Dom. | 1-1      | Ehret 4e                         | 1      | 9     |
| Dimanche 18 août      | 2       | Olympique de Marseille | Ext. | 0-2      |                                  | 1      | 16    |
| Samedi 24 août        | 3       | Stade rennais FC       | Dom. | 1-2      | Bérigaud 49e                     | 1      | 20    |
| Samedi 31 août        | 4       | Olympique lyonnais     | Dom. | 2-1      | Bérigaud 8e 34e                  | 4      | 14    |
| Samedi 14 septembre   | 5       | AC Ajaccio             | Ext. | 2-3      | Dja Djédjé 31e Bérigaud 43e 52e  | 7      | 11    |
| Samedi 21 septembre   | 6       | Montpellier HSC        | Dom. | 2-2      | Wass 74e Sougou 77e              | 8      | 11    |
| Mercredi 25 septembre | 7       | Lille OSC              | Ext. | 3-0      |                                  | 8      | 15    |
| Samedi 28 septembre   | 8       | Girondins de Bordeaux  | Dom. | 1-1      | Bérigaud 25e                     | 9      | 13    |
| Samedi 5 octobre      | 9       | FC Nantes              | Ext. | 3-0      |                                  | 9      | 16    |
| Samedi 19 octobre     | 10      | EA Guingamp            | Dom. | 1-2      | Benezet 25e                      | 9      | 16    |
| Samedi 26 octobre     | 11      | Valenciennes FC        | Ext. | 0-1      | Sougou 82e                       | 12     | 16    |
| Samedi 2 novembre     | 12      | Toulouse FC            | Dom. | 2-1      | Wass 61e Mongongu 90+2e (pen.)   | 15     | 14    |
| Vendredi 8 novembre   | 13      | AS Monaco FC           | Ext. | 1-1      | Wass 20e                         | 16     | 14    |
| Samedi 23 novembre    | 14      | FC Lorient             | Dom. | 0-4      |                                  | 16     | 15    |
| Dimanche 1er décembre | 15      | SC Bastia              | Ext. | 2-0      |                                  | 16     | 16    |
| Mercredi 4 décembre   | 16      | Paris SG               | Dom. | 2-0      | N'Sikulu 75e Sougou 87e          | 19     | 15    |
| Samedi 14 décembre    | 18      | Stade de Reims         | Dom. | 1-1      | Mensah 73e                       | 20     | 16    |
| Samedi 21 décembre    | 19      | OGC Nice               | Ext. | 3-1      | Mongongu 27e                     | 20     | 16    |
| Mercredi 8 janvier    | 17      | AS Saint-Étienne       | Ext. | 1-0      |                                  | 20     | 16    |
| Dimanche 12 janvier   | 20      | Olympique de Marseille | Dom. | 1-2      | Sougou 15e                       | 20     | 16    |
| Samedi 18 janvier     | 21      | Stade rennais FC       | Ext. | 0-0      |                                  | 21     | 17    |
| Dimanche 26 janvier   | 22      | Olympique lyonnais     | Ext. | 3-0      |                                  | 21     | 17    |
| Samedi 2 février      | 23      | AC Ajaccio             | Dom. | 1-1      | Ruben 85e                        | 22     | 17    |
| Samedi 8 février      | 24      | Montpellier HSC        | Ext. | 1-1      | Bérigaud 32e                     | 23     | 17    |
| Dimanche 16 février   | 25      | LOSC Lille             | Dom. | 2-2      | Bérigaud 15e Mongongu 64e (pen.) | 24     | 17    |
| Samedi 22 février     | 26      | Girondins de Bordeaux  | Ext. | 2-1      | Bérigaud 73e                     | 24     | 17    |
| Vendredi 28 février   | 27      | FC Nantes              | Dom. | 2-0      | Barbosa 61e Wass 77e             | 27     | 17    |
| Samedi 8 mars         | 28      | EA Guingamp            | Ext. | 1-0      | Cambon 49e                       | 30     | 17    |
| Dimanche 15 mars      | 29      | Valenciennes FC        | Dom. | 0-1      |                                  | 30     | 17    |
| Samedi 22 mars        | 30      | Toulouse FC            | Ext. | 1-1      | N'Sikulu 89e                     | 31     | 17    |
| Samedi 29 mars        | 31      | AS Monaco FC           | Dom. | 1-0      | Mongongu 84e (pen.)              | 34     | 17    |
| Samedi 5 avril        | 32      | Toulouse FC            | Ext. | 1-1      | Wass 70e                         | 35     | 17    |
| Samedi 12 avril       | 33      | SC Bastia              | Dom. | 2-1      | Benezet 35e Wass 47e             | 38     | 16    |
| Mardi 23 avril        | 34      | Paris SG               | Ext. | 1-0      |                                  | 38     | 16    |
| Samedi 26 avril       | 35      | AS Saint-Étienne       | Dom. | 1-2      | Wass 54e                         | 38     | 17    |
| Dimanche 4 mai        | 36      | Stade de Reims         | Ext. | 1-0      |                                  | 38     | 17    |
| Samedi 10 mai         | 37      | OGC Nice               | Dom. | 2-0      | Bérigaud 19e Benezet 77e         | 41     | 17    |
| Samedi 17 mai         | 38      | FC Sochaux             | Ext. | 0-3      | Wass 8e 72e Angoula 42e          | 44     | 14    |

### Coupe de la Ligue
| Date                     | Tour            | Adversaire             | Lieu | Résultat | Buteurs pour ETG      |
| ------------------------ | --------------- | ---------------------- | ---- | -------- | --------------------- |
| Mercredi 30 octobre 2013 | 16e de finale   | EA Guingamp (Ligue 1)  | Ext. | 1-2      | Sougou 56e Cambon 68e |
| Mercredi 18 décembre     | 8e de finale    | SC Bastia (Ligue 1)    | Dom. | 2-1      | Wass 62e 67e          |
| Mercredi 15 janvier      | Quart de finale | ES Troyes AC (Ligue 2) | Ext. | 3-1      | N'Sikulu 69e          |

### Coupe de France
| Date               | Tour          | Adversaire          | Lieu | Résultat | Buteurs pour ETG |
| ------------------ | ------------- | ------------------- | ---- | -------- | ---------------- |
| Dimanche 5 janvier | 32e de finale | SC Bastia (Ligue 1) | Ext. | 1-0      |                  |

### Matchs amicaux de trêves
| Date                 | Adversaire                | Lieu                                                    | Résultat | Buteurs pour ETG                                            |
| -------------------- | ------------------------- | ------------------------------------------------------- | -------- | ----------------------------------------------------------- |
| Vendredi 6 septembre | Nîmes Olympique (Ligue 2) | Stade olympique, Albertville (Haute-Savoie)             | 0-0      |                                                             |
| Vendredi 11 octobre  | ETG FC 2 (CFA 2)          | Centre d'entraînement de Blonay, Publier (Haute-Savoie) | 5-0      | Sorlin 8e, Bérigaud 20e Nsikulu 28e Bérigaud 47e Cambon 67e |
| Vendredi 15 novembre | SO Chambéry (CFA)         | Stade Camille Fournier Évian-les-Bains (Haute-Savoie)   | 1-0      | Ruben 90+2e                                                 |